# 釜賀一夫
釜賀 一夫（かまが かずお、1917年（大正6年）1月1日 - 2003年（平成15年）11月23日）は、熊本県出身の陸軍軍人、陸上自衛官。日本陸軍における暗号作成者、暗号解読者である。戦後も陸上自衛隊で暗号解読に従事した。ペンネーム加藤正隆として暗号関係の著作がある。

## 業績
- 戦争末期に大学の数学者達との関係強化に尽力し、「陸軍数学研究会（陸軍暗号学理研究会）」に発展させた。
- 特別計算法を考案した。
- 当時はZ暗号と称していた米陸軍の機械式暗号M-209の航空通信用部分の解読に成功した。
- Hammingよりも早く符号理論における距離の概念を「字差理論」として暗号通信での誤り訂正に応用した。
- 武官用暗号を仮名文字からローマ字式に変更し、当時の金額で年間240万円の電報料金削減に成功した。
- 外務省が用いる機械式暗号「九七式欧文印字機」の弱点を指摘した。
- 正常に運用されれば理論解読不能とされるワンタイムパッドを用いた無限式乱数（または特乱）を陸軍の前線部隊に導入。
- 「陸軍暗号＝パーフェクト」の自説を強固に語り継ぎ、海兵出身の岩島久夫と紙上で論戦を続けた。
- 晩年まで暗号と情報セキュリティシンポジウムに参加し、最前列で聴講していた。

## 経歴
- 1917年（大正6年）1月1日：熊本県宇土市で生まれる。
- 1937年（昭和12年）12月：陸軍士官学校（第50期、190番/426名）を卒業。
- 1938年（昭和13年）1月：佐世保重砲兵連隊付の陸軍砲兵少尉となる。9月：砲兵中尉、暗号教育で優秀な成績を収める。10月：留守第12師団司令部付き暗号班長となる。
- 1939年（昭和14年）8月：陸軍参謀本部付。9月：航空兵団司令部付。
- 1940年（昭和15年）12月：佐世保重砲連隊付。佐世保重砲兵連隊
- 1941年（昭和16年）3月：陸軍大尉に昇任。5月：中隊長。7月：参謀本部付第十一課暗号班。
- 1942年（昭和17年）4月：参謀本部付のまま、陸軍科学学校（砲工学校改称）の学生となる。
- 1943年（昭和18年）3月：同技術科卒業。10月：東京帝国大学理学部物理学科に員外学生として入学。
- 1944年（昭和19年）3月：陸軍少佐に昇任。7月：第七技研所員。8月：陸軍参謀本部第十一課暗号班（自国暗号開発）および陸軍中央特殊情報部付（他国暗号解読）。
- 1952年（昭和27年）：警察予備隊に三等警察正として入隊。
- 1954年（昭和29年）：陸上自衛隊の2等陸佐に昇進、調査別室の7科（資料解析、暗号解読）の長となる。
- 1970年（昭和45年）8月：陸将補として退官。光電製作所、内閣調査室、外務省の顧問となる。
- 2003年（平成15年）11月23日：86歳で死去。

## 著作
- 『字差概論』が太平洋戦争中に執筆されたが、戦時中であり論文としては公表されなかった。現在2冊の現存が確認されている。
- 1989年 9月25日、加藤正隆『基礎 暗号学I - 情報セキュリティのために』、Information&Computing ex.3、サイエンス社
- 1989年11月25日、加藤正隆『基礎 暗号学II - 情報セキュリティのために』、Information&Computing ex.4、サイエンス社

## 記事
- 1961年 4月「序」『第7科研究会誌』第1号、昭和36年4月（第7科長として序文を執筆）。
- 1968年11月「暗号一般」『数理科学』（別冊数理科学『暗号』サイエンス社、1982年5月15日に再録）。
- 1968年11月「暗号と数学」『数理科学』（別冊数理科学『暗号』サイエンス社、1982年5月15日に再録）。
- 1973年11月「実験計画法と暗号」『数理科学』（別冊数理科学『暗号』サイエンス社、1982年5月15日に再録）。
- 1974年10月「暗号と心理」日本社会心理学会編『年報社会心理学』通号15。
- 1975年11月「米国における日本機械暗号解読」『数理科学』（別冊数理科学『暗号』サイエンス社、1982年5月15日に再録）。
- 1976年11月「パズルと暗号」別冊数理科学『パズル』I。
- 1977年 4月「乱数と暗号」『数理科学』（別冊数理科学『暗号』サイエンス社、1982年5月15日に再録）
- 1977年 8月「暗号解読」『月刊言語』特集 暗号への招待、Vol.6、No.9、大修館書店。
- 1984年 9月「日本陸軍暗号は“安泰”だった」『歴史と人物-増刊 証言-太平洋戦争』。
- 1985年12月「座談会 日本陸軍暗号はなぜ破られなかったか」歴史と人物-太平洋戦争シリーズ『日本陸軍かく戦えり』。
- 1986年 8月「近代暗号概説」『数理科学』特集 新しい暗号、サイエンス社。
- 1989年 8月「大東亜戦争に於ける暗号戦と現代暗号」『昭和軍事秘話 - 同台クラブ講演集』中巻。
- 他にも偕行社の機関紙『偕行』に寄稿している。